# Santa Cruz dos Milagres
Santa Cruz dos Milagres is een gemeente in de Braziliaanse deelstaat Piauí. De gemeente telt 3.457 inwoners (schatting 2009).